# Montigny-lès-Cormeilles
Montigny-lès-Cormeilles – miejscowość i gmina we Francji, w regionie Île-de-France, w departamencie Dolina Oise.
Według danych na rok 1990 gminę zamieszkiwały 17 012 osoby, a gęstość zaludnienia wynosiła 4180 osób/km² (wśród 1287 gmin regionu Île-de-France Montigny-lès-Cormeilles plasuje się na 172. miejscu pod względem liczby ludności, natomiast pod względem powierzchni na miejscu 746.).